# Jella Lepman
Jella Lepman (Stoccarda, 15 maggio 1891 – Zurigo, 4 ottobre 1970) è stata una giornalista, scrittrice e traduttrice tedesca che ha avuto un ruolo di rilievo nel sostegno della letteratura per ragazzi, ha costituito a Monaco l’Internationale Jugendbibliothek (Biblioteca internazionale dei giovani) e ha promosso la fondazione di IBBY (International Board on Books for Young People), organizzazione no-profit dedicata alla promozione del libro e della lettura per l’infanzia in tutto il mondo..

## Biografia
Jella Lepman nasce a Stoccarda nel 1891, figlia maggiore dell'imprenditore Josef Lepman e sua moglie Flora Laucheimer. La famiglia era di origine ebraica e vicina al movimento dell'ebraismo riformato.Frequenta il ginnasio a Stoccarda e successivamente trascorre un anno in Svizzera vicino a Losanna. Nel 1908, all’età di 17 anni, manifesta il suo interesse per la letteratura per l'infanzia e organizza una sala di lettura per i bambini dei lavoratori stranieri di Stoccarda.
Nel 1913 sposa Gustav Horace Lepman (1877-1922) che muore nel 1922 a seguito delle ferite riportate nel corso della prima guerra mondiale, lasciando Jella vedova all'età di 31 anni con due figli piccoli, Anne-Marie (nata nel 1918) e Gunther (nato nel 1921).
Dopo la morte del marito, Jella Lepman lavora come capo redattore al Stuttgarter Neues Tagblatt, tra le prime donne ad assumere questa posizione in un quotidiano. I suoi articoli sono prevalentemente di ambito sociopolitico; nel 1927 dà vita al supplemento del giornale destinato al pubblico femminile dal titolo Die Frau in Haus, Beruf und Gesellschaft ("La donna nella casa, nella professione e nella società"). Nello stesso anno pubblica il suo primo libro per bambini Der verschlafene Sonntag; nel 1929 scrive l'opera teatrale per bambini Der singende Pfennig. Membro del Partito Democratico Tedesco (Deutsche Demokratische Partei, DDP), è attiva nel gruppo femminile.
Con l'ascesa al potere del nazismo nel 1933, Jella Lepman in quanto ebrea perde il posto al giornale; riesce per due anni a mantenere la famiglia con varie collaborazioni redazionali, ma nel 1936 decide di emigrare in Inghilterra con i due figli. A Londra inizialmente si dedica a collaborazioni letterarie e giornalistiche e successivamente lavora per la BBC e per la stazione radio americana per l'Europa (ABSIE).

## Dopoguerra
Dopo la fine della seconda guerra mondiale, nell’ottobre 1945 ritorna nella Germania profondamente dissestata per lavorare come consulente dell’esercito degli Stati Uniti nell’ambito di un progetto culturale di denazificazione nei territori occupati dagli americani, in particolare coinvolta nell’attuazione di interventi culturali rivolti alle donne e ai bambini.
Nel 1946 organizza la prima mostra del dopoguerra in Germania: la mostra internazionale di libri per ragazzi, che espone 2000 volumi provenienti da 14 paesi, raccolti attraverso una campagna di promozione presso editori e istituzioni europee e americane con lo scopo di proporre ai bambini tedeschi libri che esprimessero i valori della tolleranza e della pace. Nel contempo la mostra intende offrire agli editori tedeschi l’opportunità di conoscere la letteratura per bambini e ragazzi di altre nazioni, dopo anni di censura e isolamento culturale.
Negli anni successivi la mostra, alla quale si affiancano attività di lettura, quiz letterari e laboratori di animazione, viene riproposta in numerose città tedesche con grande successo di lettori bambini e adulti.

## Internationale Jugendbibliothek

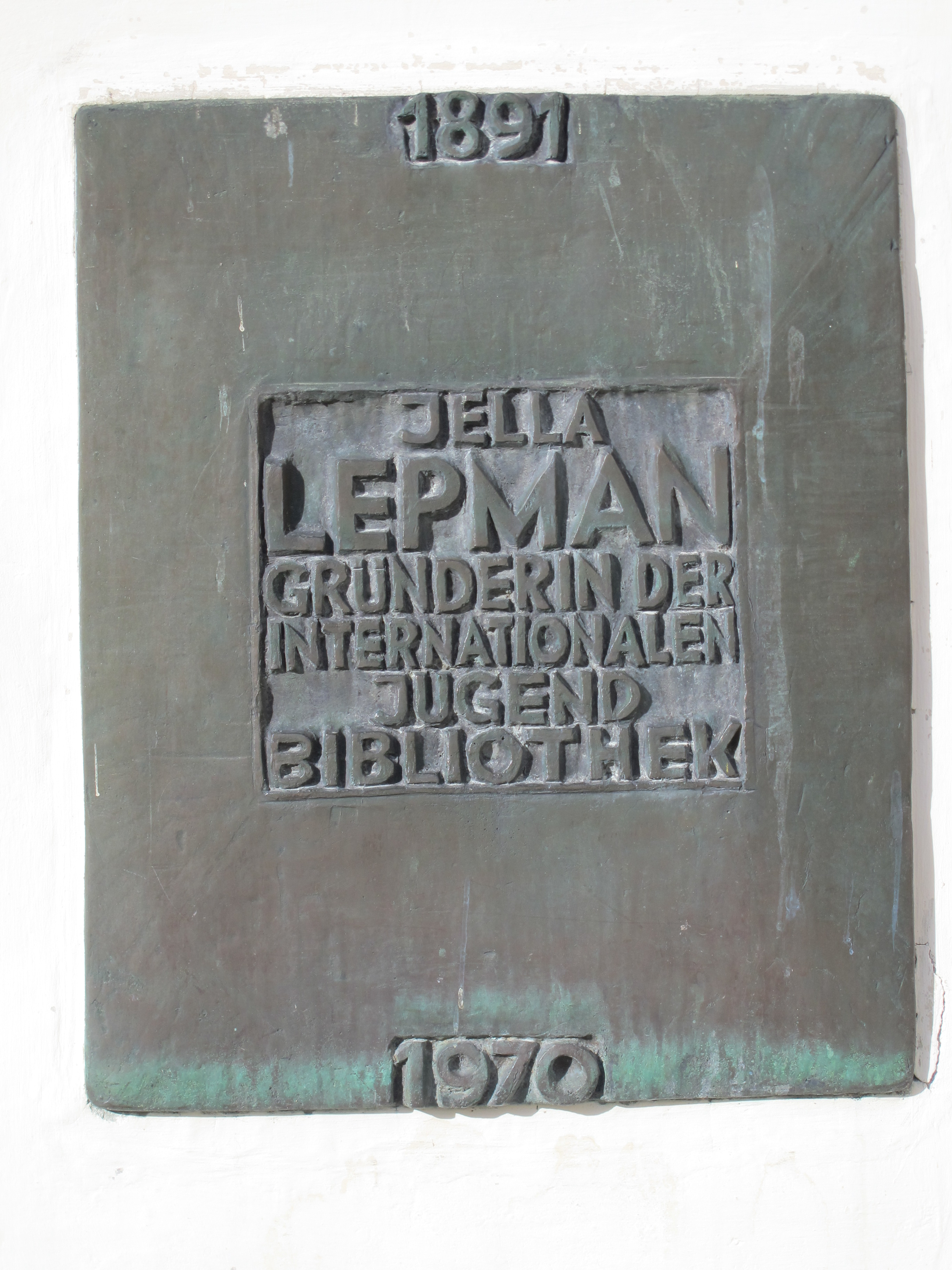
Placca commemorativa per Jella Lepman presso la Internationale Judenbibliothek nel castello di Blutenburg a Monaco di Baviera.

A partire dall'esperienza delle mostre, la Lepman si attiva in un nuovo progetto: una biblioteca internazionale. I volumi della mostra itinerante costituiscono la collezione iniziale della Internationale Jugendbibliothek (Biblioteca internazionale dei giovani), inaugurata a Monaco nel quartiere di Schwabing nel settembre 1949 alla presenza delle autorità civili locali e militari americane. La realizzazione della biblioteca internazionale è resa possibile anche grazie al supporto finanziario della Fondazione Rockefeller, al supporto tecnico e scientifico della American Library Association e la disponibilità degli editori di molti paesi all’invio nel corso di anni di collaborazione delle novità editoriali per bambini.
La Lepman ricopre il ruolo di direttrice della biblioteca fino al 1957. 
Questi progetti, attuati nella Germania post bellica, nascono dalla convinzione che i libri avrebbero offerto ai bambini una speranza di futuro, avrebbero supportato un’idea di comprensione internazionale dopo gli anni della devastazione e della propaganda nazionalista e avrebbero contribuito alla crescita di una generazione nuova.

## Un'associazione internazionale
Le attività di promozione della letteratura per l’infanzia condotte per oltre un quinquennio aggregano l’interesse di numerosi esponenti della cultura; con il sostegno di Astrid Lindgren, Lisa Tetzner e Erich Kästner si concretizza nel 1953 la fondazione a Zurigo dell’associazione non profit International Board on Books for Young People (IBBY).
Questi due periodi centrali nella vita della Lepman, la costituzione della biblioteca internazionale e la fondazione di IBBY sono precisamente descritti nel volume autobiografico Un ponte di libri, oggi tradotto in moltissime lingue. 
La Lepman è stata inoltre una delle promotrici del Premio Hans Christian Andersen destinato agli scrittori e agli illustratori di letteratura per bambini e ragazzi. La prima edizione si è tenuta nel 1956; Jella Lepman è stata presidente di giuria dal 1956 al 1960.
Jella Lepman muore a Zurigo nel 1970 all’età di 79 anni.

## Medaglia Jella Lepman
Nel 1991, in occasione del centenario della nascita, IBBY ha istituito il premio Medaglia Jella Lepman, assegnato con periodicità variabile a persone e istituzioni che si sono distinte nel sostegno della letteratura per l’infanzia nella promozione della lettura per bambini e ragazzi.

## Opere tradotte in italiano
- Storie della buona notte, raccolte da Jella Lepman e illustrate da Desiree Tinelli De Gorla, Garzanti, Milano, 1962
- Come i bambini vedono il mondo, parole e figure da 35 paesi, traduzione di Amina Pandolfi. Garzanti, Milano, 1972.
- La strada di Jella : prima fermata Monaco, traduzione dall'inglese di Ilaria Piperno. Roma, Sinnos, 2009. ISBN 9788876091377, riedito in una nuova traduzione con il titolo:
- Un ponte di libri, cura e traduzione di Anna Patrucco Becchi. Roma, Sinnos, 2018. ISBN 9788876093937

Sulla vita di Jella Lepman la scrittrice Gigliola Alvisi ha pubblicato il romanzo per ragazzi Una rivoluzione di carta, valorizzando il suo impegno nella difesa dell’infanzia attraverso la letteratura.